# Digama albescens
Digama albescens là một loài bướm đêm thuộc phân họ Arctiinae, họ Erebidae.